# Камен (Сливенская область)
Камен (болг. Камен) — село в Болгарии. Находится в Сливенской области, входит в общину Сливен. Население составляет 1279 человек.

## Политическая ситуация
В местном кметстве Камен, в состав которого входит Камен, должность кмета (старосты) исполняет Йордан Желязков Тодоров (Граждане за европейское развитие Болгарии (ГЕРБ)) по результатам выборов правления кметства.
Кмет (мэр) общины Сливен — Йордан Лечков Янков (Граждане за европейское развитие Болгарии (ГЕРБ)) по результатам выборов в правление общины.